# 洲美屈原宮
25°05′59″N 121°30′20″E / 25.099750°N 121.505591°E
洲美屈原宮，簡稱屈原宮，是位於台灣台北市北投區洲美里的水仙尊王廟，以屈原為主祀。

## 歷史沿革
屈原宮主任委員林雄表示，幾代前居民在河邊撿到一尊黑臉神像，先人認為這尊水漂而來的神像大概是中原人士船上供奉的屈原，里民就循例視祂為三閭大夫屈原作輪奉。廟方說神像是在基隆河拾到，並認為來自發生船難的船。另一說法是屈原神像是台灣清治時期從福建漳州請來。還有說法是神像在康熙年間、朱一貴事件在福建招募人馬來台灣時，一名郭姓人士自家鄉帶來，留在洲美地區供奉參拜。
十月初十被信眾視為屈原誕辰，該千秋日作酬神戲、擲筊選出爐主輪流奉祀。後來里民嫌請神輪供不便，建立此廟並兼作里民活動中心。1977年由村民林阿武發起建廟，眾人出公田370坪，遲至1977年底破土興建，於1980年秋落成，獲得台北市市長李登輝題匾祝慶，廟址是洲美街122號。廟宇分兩層，上層正殿奉祀屈原像，兩旁有「離騷一卷楚水無情灌烈士」、「社稷千秋蓬壺有幸祀詩人」對聯，在正殿右側題寫「湘水忠靈」、「騷風千古」匾額，右壁浮雕題名「百姓臨江傷悼屈原圖」、左壁浮雕題名「江上龍舟競賽圖」。以媽祖、開漳聖王作陪祀。
台海兩岸開放交流後，屈原宮和屈子祠信眾間時有往來。1990年，原先被當成屈原的神像被竊，只留下衣裳及神座，洲美里的信徒去屈子祠請回一尊屈原像。
台灣少見姓氏的彰化市寶廍里屈姓宗族，除在家鄉的泰和宮副祀屈原外，還曾專程到屈原宮附近訪查，卻沒找到任何姓屈的人家。後來他們會組團到此廟進香。

## 端午活動
民俗學家婁子匡記錄到台灣龍舟船尾的尾送旗會寫「水仙尊王」等字。在建廟前，陽明山管理局紀錄洲美居民會在端午節、十月初十祭拜水仙尊王。他們昔日在端午節日以慶祝水仙尊王名義，於基隆河舉辦龍舟競賽。居民分成隊名為「頂洲美協勝和」、「下洲美金蘭社」的兩隊來比賽。
建廟後，廟方除在寺廟廣場祭拜屈原外，還會用龍舟載屈原神像繞淡水、基隆河堤，並將粽子丟在河中餵食河蝦。除一艘龍舟載神像，還有另一艘陪同巡江，並燃竹燒紙通知鬼魂迴避，競渡結束後謝江儀式後王船再次下水巡江，全場保持靜默，以示還予安寧。
中華民國傳統詩學曾在1981年端午節時，在此廟舉行全國詩人大會。
陳水扁擔任台北市市長後，台北國際龍舟錦標賽的龍舟會於此廟舉行點睛儀式，再從洲美碼頭下水，至大佳河濱公園舉辦賽事。

## 三塊厝泰和宮

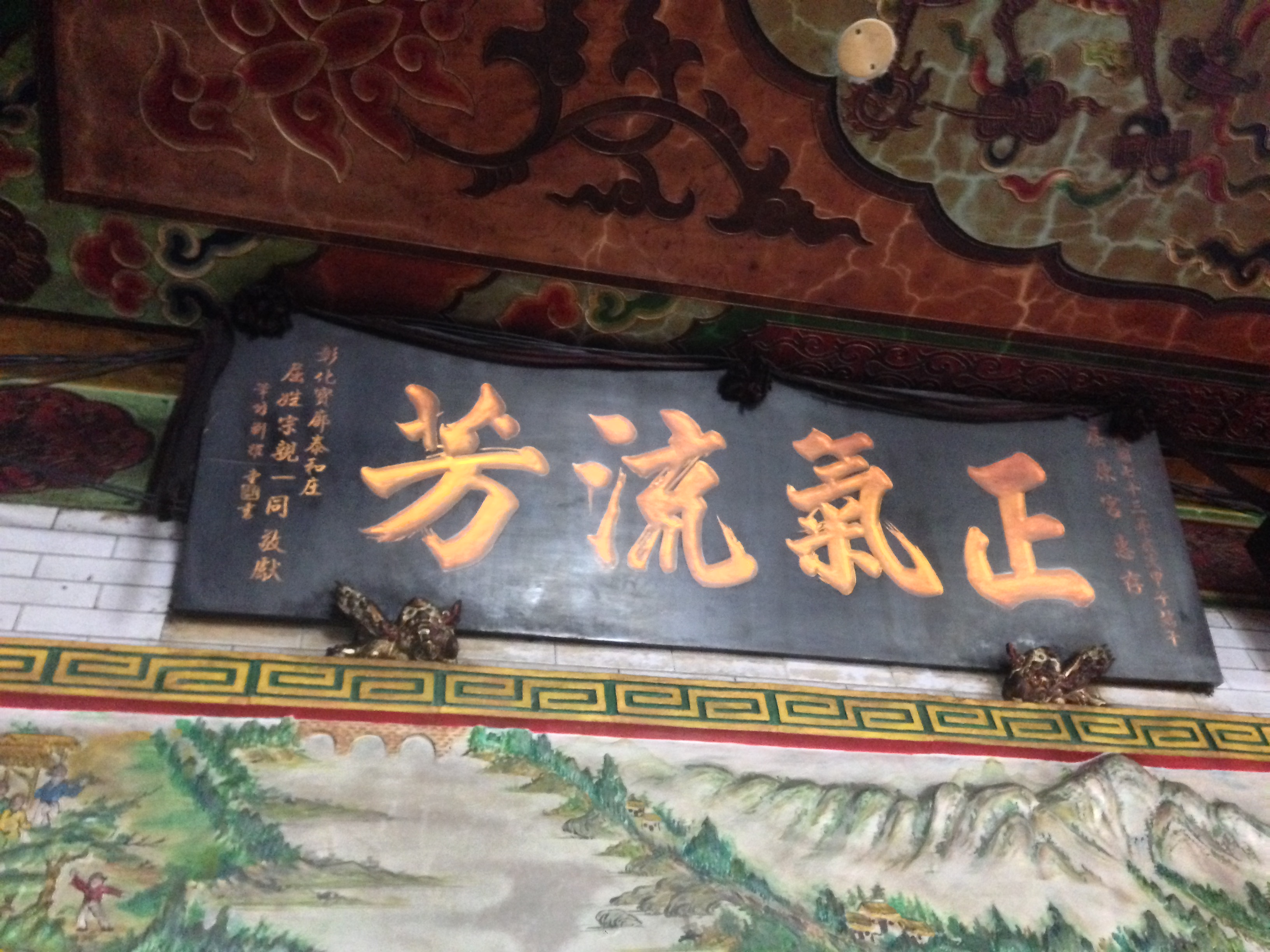
洲美屈原宮「正氣流芳」匾額

位在彰化市寶廍里的泰和宮。1963年，屈姓居民請人雕塑一尊約卅公分高的屈原坐姿像，加上冠帽、底座則有四十五公分高，放於此廟祭拜，並在農曆五月初五輪值爐主與宴請屈姓宗親。
寶廍里12鄰俗稱「三塊厝」，多為屈姓居民所居的一姓村。他們有一支居住新北市樹林區，樹林區也成為他們三塊厝屈姓宗族的祭祖處。2002年受訪的寶廍里12鄰鄰長屈樹皮說，祖先由福建渡海來台，家中無族譜可稽考，也不知是否為屈原後代。湖北省宜昌市秭歸縣政府則將寶廍里屈姓聚落視為屈原後代，在2012年於寶廍里的彰化市景觀公園贈送一尊屈原銅像。